# Удельная (платформа, Московская область)
Уде́льная — пассажирский железнодорожный остановочный пункт Рязанского направления Московской железной дороги в дачном посёлке Удельная Московской области.

## История
Платформа открыта в 1893 году, а названием обязана Удельному ведомству, которому принадлежала эта земля. В 1924 году поселение вблизи платформы получило статус дачного посёлка с тем же названием.
В 1934 году участок от Люберцы I до Быково, где расположена Удельная, был электрифицирован постоянным током с напряжением 1,5 кВ, а 1958 году переведен на напряжение 3 кВ.
В 2013 году на платформе установлены турникеты.
22 июля 2022 года на территории платформы были установлены камеры видеонаблюдения с системой распознавания лиц. Согласно заявлениям Министерства транспорта и дорожной инфраструктуры Московской области, эта мера была принята в целях борьбы со случаями нарушений правил перехода через железнодорожные пути. Уже 3 августа 2022 ведомство отчиталось о результатах: согласно данным ведомства, количество нарушений правил перехода сократилось на 32 %, выписано 88 штрафов. Впрочем, только видеокамерами и штрафами ведомство не ограничилось: в период с декабря 2022 года по октябрь 2023 года был построен новый надземный пешеходный переход рядом с платформой.

## Пассажиропоток
В 2004 году в кассах платформы продавалось 4000 билетов в день.

## Фотогалерея
- Ночной вид с платформы на прибывающий электропоезд
- Вестибюль с турникетами на выход на станции
- Отбывающая электричка на Москву
- Вид с платформы на Южный проспект